# Chikubushima

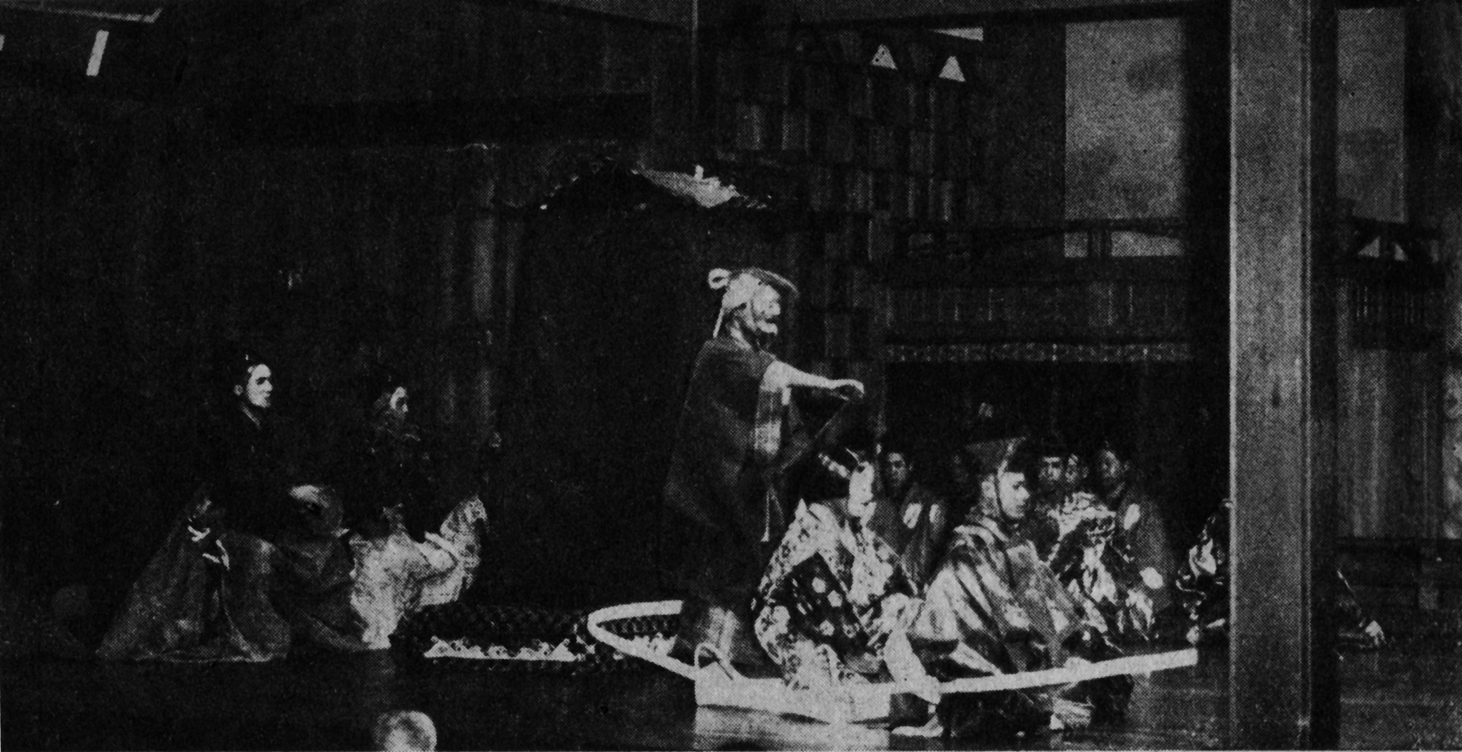
stage photo: Noh play Chikubushima, SAKURAMA Kintaro II

Chikubushima es un juego anónimo de Noh de primera categoría, que celebra la isla volcánica sagrada de ese mismo nombre en el lago Biwa.

## Parcela
Durante el reinado del emperador Daigo, un cortesano va a la isla en el centro del lago Biwa: la isla de Chikubu. 
Cuando llega a la orilla del lago, un viejo pescador y una mujer joven se embarcan en un barco de pesca. Él llama y les pregunta si puede ir con ellos. Después de que el barco llegara a la isla de Chikubu, el anciano da las instrucciones del santuario al cortesano. Mientras la joven va por el mismo camino, el cortesano pregunta si existe alguna prohibición contra las mujeres (como en muchos otros templos). El anciano y la joven responden que, como Benzaiten (Sarasvati) es una mujer, ella no discrimina.
Ellos le cuentan la historia de la formación del santuario de la isla Chikubu. Se hace evidente que estos dos no son humanos. El anciano se sumerge en el océano y la joven desaparece detrás de una puerta en el santuario. Al cabo de un rato, Benzaiten aparece y baila. En poco tiempo, el Rey Dragón del Mar también aparece y baila. Después, Benzaiten regresa a su santuario y el Rey Dragón regresa a las aguas